# 岡本圭人
岡本 圭人（おかもと けいと、1993年〈平成5年〉4月1日 - ）は、日本の俳優。男性アイドルグループ・Hey! Say! JUMPの元メンバー。岡本健一の長男。
東京都出身。STARTO ENTERTAINMENT所属。

## 来歴
2006年に芸能界入り。2007年11月14日、Hey! Say! JUMPのメンバーとしてシングル『Ultra Music Power』でCDデビュー。
2011年、テレビドラマ『3年B組金八先生ファイナル』（TBSテレビ）で俳優デビュー。
2012年1月、上智大学国際教養学部に一般入試で現役合格。
2014年、『ファーストクラス』（フジテレビ）で連続テレビドラマ初出演。
2018年4月、上智大学を退学したことを公表。2014年の春にいったん自主退学し、2015年春に復学していたこともあわせて公表した。
2018年6月、アメリカの2年制演劇学校アメリカン・アカデミー・オブ・ドラマティック・アーツニューヨーク校に同年9月から2年間留学し、その期間はグループおよび芸能活動を休止することを公表。8月3日に音楽番組『ミュージックステーション』(テレビ朝日）に出演して休業前のラストパフォーマンスを行い、8月末から休業に入った。
2020年7月にアメリカン・アカデミー・オブ・ドラマティック・アーツを卒業。
2021年4月5日、同月11日付でHey! Say! JUMPを脱退し、ジャニーズ事務所に籍は残したまま俳優に専念することを発表。4月11日に行われたHey! Say! JUMPの配信コンサートの最終日、ファンクラブ会員のみ視聴可能なパートに出演し、グループのメンバーとして最後のパフォーマンスを披露した。
2021年、舞台『Le Fils 息子』で単独初主演をつとめ、父・岡本健一と親子初共演を果たす。
2023年6月14日、公式Instagramを開設。

## 人物
父親の意向により、アルファベットすら書けない状態にもかかわらず小学4年生から5年間単身でイギリスに留学。小学2年生のクラスに編入するが、学校でもホームステイ先でも日本語を話す人がおらず、ほとんど言葉を発しない状態になってしまう。しかし次第に英語が理解できるようになると、2年間で飛び級を繰り返し、中学生になる頃には年相応のクラスに入ることができた。帰国後も高校はインターナショナルスクールに通う。その後、仕事でも堪能な英語を生かして活動している。

## 出演
個人での出演のみ記載。グループでの出演はHey! Say! JUMP#出演を参照

### テレビドラマ
- 3年B組金八先生ファイナル直前同窓会SP・ファイナル（2011年3月27日、TBSテレビ）- 景浦裕也 役[4]
- ファーストクラス（2014年10月 - 12月、フジテレビ）- 国木田久志 役
- 育休刑事 第9話・第10話（2023年6月13日・20日、NHK総合） - 赤峰 役[21][22]
- リズム（2023年7月5日 - 7月26日、フジテレビ） - 主演・舞城傑 役[23]
- 大奥 Season2「医療編」（2023年10月3日 - 31日、NHK総合） ｰ 伊兵衛 役[24][25]

### バラエティ
- 百識〜百で知るひとつの知識〜（2007年10月 - 2008年3月、フジテレビ） - 準レギュラー
- 百識王（2008年4月 - 2013年9月、フジテレビ） - レギュラー[26]
- モウソリスト（2013年10月[27] - 2014年9月[28]、フジテレビ） - レギュラー

### 舞台
- 滝沢演舞城 2007（2007年7月3日 - 29日、新橋演舞場）[29][30]
- Le Fils 息子（2021年8月30日 - 10月17日、東京芸術劇場 プレイハウス他福岡、高知、石川、新潟、宮崎、長野、兵庫公演あり） - 主演・ニコラ 役[31]
- M.バタフライ（2022年6月24日 - 7月31日、新国立劇場 小劇場 他大阪、福岡、愛知公演あり）[注 1]- ソン・リリン 役[33]
- 盗まれた雷撃 パーシー・ジャクソン ミュージカル（2022年9月21日 - 10月10日、有楽町よみうりホール 、京都劇場） - 主演・パーシー・ジャクソン 役[34]
- 4000マイルズ〜旅立ちの時〜（2022年12月12日 - 2023年1月15日、シアタークリエ 他大阪、愛知、香川公演あり） - 主演・レオ 役[35]
- ハムレット（2023年3月6日 - 29日、世田谷パブリックシアター 他江戸川、大阪公演あり） - レアーティーズ 役・廷臣ローゼンクランツ 役[36]
- チョコレートドーナツ（2023年10月8日 - 11月23日、PARCO劇場他大阪、熊本、宮城、愛知公演あり） - ポール 役[37]
- ラヴ・レターズ〜2024 New Year Special〜（2024年1月29日、PARCO劇場） - アンディー 役[38]
- La Mère 母（2024年4月5日 - 6月29日、東京芸術劇場 シアターイースト他鳥取、兵庫、富山、山口、高知、熊本、長野、愛知公演あり）- ニコラ 役（Le Fils 息子と同時上演）[39]
- Le Fils 息子（2024年4月9日 - 6月30日、東京芸術劇場 シアターウエスト他鳥取、兵庫、富山、山口、高知、熊本、長野、愛知公演あり） - 主演・ニコラ 役（La Mère 母と同時上演）[39]
- GOTT 神（2024年10月11日 - 14日、パルテノン多摩 大ホール） - 若き倫理委員会委員 ケラー 役[40]
- 若村麻由美の劇世界「あこがれいづる」源氏物語より（2024年11月22日 - 23日、銕仙会能楽研修所） - 光源氏　役[41]
- NOT TALKING（2024年12月15日、新国立劇場 小劇場） - マーク　役[42]
- 消失（2024年1月18日 - 2月7日、紀伊國屋サザンシアター TAKASHIMAYA 、サンケイホールブリーゼ） - ジャック・リント役[43]
- オイディプス王（2025年2月21日 - 3月1日、パルテノン多摩 大ホール他大阪公演あり） - クレオン 役[44]
- 反乱のボヤージュ（2025年5月6日 - 6月8日、新橋演舞場、大阪松竹座） - 坂下薫平 役[45]
- 不可能の限りにおいて（2025年8月8日 - 11日〈予定〉、シアタートラム）[46]
- 飛び立つ前に（2025年11月23日 - 2026年2月1日〈予定〉、東京芸術劇場 シアターイースト 他）[47]

### コンサート
- 2007年謹賀新年 あけましておめでとう ジャニーズJr.大集合 日本武道館 5日間公演（2007年1月2日 - 7日、日本武道館）[30]
- ジャニーズJr.の大冒険！'07@メリディアン（2007年8月15日 - 24日、ホテルグランパシフィックメリディアン『パレロワイヤル』）[30][48]

## 連載
- 新潮社『ROLa』（2016年7月号 - 2016年9月号）「Hey!Say!JUMP岡本圭人 / 英国紳士のフォーリンラブする ワンフレーズEnglish」[20]
- 新潮社『nicola』
  - （2017年1月号 - 2017年12月号）「教えて！Hey! Say! JUMP岡本圭人くん イケてる海外ガールになりた〜い」[49][20]
  - （2018年1月号- 2018年9月号）「ニコラ学園 Hey! Say! JUMP部 部長 岡本圭人」[50][51]
- 日之出出版『CINEMA SQUARE』（vol.129 - ）[52]「Scene Study」

## 受賞歴
- 第59回（2024年度）紀伊國屋演劇賞（「La Mère 母」「Le Fils 息子」ニコラ 役）

## 作品

### ソロ曲

#### CD未収録曲
JASRAC公式サイトの「作品データベース検索サービス」において、アーティスト名に「岡本圭人」を含む楽曲の検索結果をもとに記述。
- BABYLON -バビロン-（作詞・作曲：日暮和広） - JASRAC作品コード：161-6297-8。

### 作詞・作曲
- Hero（作詞：岡本圭人、作曲：成海カズト） - JASRAC作品コード：705-0349-4。アルバム『JUMP WORLD』収録。
- H.our Time〈読み：アワー タイム[53]〉（作詞：Hey! Say! JUMP、作曲：岡本圭人） - ベストアルバム『Hey! Say! JUMP 2007-2017 I/O〈通常盤〉』収録。